# Logorrea
La logorrea (del griego logos y rheo fluir) también llamada hiperlalia, es un trastorno de la comunicación, a veces clasificado como enfermedad mental, caracterizado por una locuacidad incoherente. Como sinónimos se usa "verborrea" o "incontinencia verbal".

## Patogenia
Se presenta como síntoma de algunos trastornos psiquiátricos, como los bipolares, alteraciones de las facultades del lenguaje como la afasia de Wernicke, una lesión cerebral o debido a una enfermedad progresiva.